# Gobiconodon zofiae
A Gobiconodon zofiae az emlősök (Mammalia) osztályának a Gobiconodonta rendjébe, ezen belül a Gobiconodontidae családjába tartozó faj.

## Tudnivalók
A Gobiconodon zofiae fajt eddig csak Kína (Yixian Formation) területén fedezték fel. Az állat a hauterivi korszakban élt, vagyis 136,4 - 130 millió évvel ezelőtt.
A holotípus, IVPP V12585 egy hiányos koponyából és egy alsó állkapocsból áll.

### Fordítás
Ez a szócikk részben vagy egészben  a   Gobiconodon című angol Wikipédia-szócikk fordításán alapul.  Az eredeti cikk szerkesztőit annak laptörténete sorolja fel. Ez a jelzés csupán a megfogalmazás eredetét és a szerzői jogokat jelzi, nem szolgál a cikkben szereplő információk forrásmegjelöléseként.